# Luigi Grillo (arbitro)
Luigi Grillo (Afragola, 10 giugno 1921 – 25 dicembre 2007) è stato un arbitro di calcio italiano.

## Biografia
Ha vinto il premio Florindo Longagnani nel 1955 come miglior arbitro debuttante in serie A. Vanta 21 presenze come arbitro di Serie A della sezione di Napoli.
È stato presidente della Pro-Loco Afragola e presidente di tutte le Pro-Loco in Italia. Ha ideato e fondato il Premio Internazionale di Afragola, Ruggero II il Normanno, fondatore di Afragola.